# Francisco da Hornay II.
Der Topasse Francisco da Hornay II. war Generalkapitän (Capitão-mor) von Solor und Timor und Herrscher der Topasse.
Francisco entstammt dem Familienclan der Hornay, der neben jenem der Costas, die Herrscher der Topasse stellte. Er folgte Domingos da Costa nach dessen Tod 1722 in der Herrschaft und erhielt auch den Titel Generalkapitän von Solor und Timor. Dieser wurde ursprünglich vom portugiesischen Vizekönig in Goa verliehen, war aber schließlich gleichbedeutend mit dem Herrschaftsanspruch über die Topasse der Kleinen Sundainseln.
Francisco verhielt sich aber gegenüber den Portugiesen feindlich. Zwischen 1722 und 1725 belagerte er den portugiesischen Gouverneur António de Albuquerque Coelho in der Kolonialhauptstadt Lifau. Genauso ging es dessen Nachfolger António Moniz de Macedo 1726/27 über einen längeren Zeitraum.